# Arachniopsis diacantha
Arachniopsis diacantha là một loài rêu tản trong họ Lepidoziaceae. Loài này được (Mont.) M. Howe miêu tả khoa học lần đầu tiên năm 1902.